# Конклин, Эдвин
Эдвин Грант Конклин (англ. Edwin Grant Conklin; 24 ноября 1863, Уолдо, штат Огайо, США — 21 ноября 1952, Принстон, штат Нью-Джерси, США) — американский зоолог, член Национальной академии наук США.

## Биография
В 1885 году окончил Уэслианский университет Огайо в Делавэре и остался работать там же вплоть до 1894 года. С 1894 по 1896 год занимал должность профессора Северо-Западного университета в Чикаго. С 1896 по 1906 году работал в Пенсильванском университете, с 1908 по 1933 года занимал должность профессора Принстонского университета. С 1933 года вышел на пенсию по старости и состоянию здоровья и вернулся в родной город.
Основные научные работы Конклина посвящены эмбриологии и цитологии оплодотворения, вопросам происхождения клетки, раннего развития моллюсков и асцидий. Кроме того, Конклин последовательно отстаивал идеи теистического эволюционизма, выступая по вопросам совместимости тех или иных библейских описаний с естественнонаучными представлениями (в частности, Конклину принадлежит рассуждение о том, что пророк Иона, с точки зрения зоологии, не мог находиться в желудке кита, однако мог бы некоторое время находиться у кита в глотке). Конклину, начиная с публикаций в различных американских газетах 1960-х гг., приписывается известный афоризм (в современных российских медиа обычно фигурирующий за подписью Чарльза Дарвина):

Вероятность происхождения жизни посредством случайности можно сравнить с вероятностью появления Вебстеровского словаря вследствие взрыва в типографии.
Оригинальный текст (англ.)The probability of life originating from accident is comparable to the probability of the Unabridged Dictionary resulting from an explosion in a printing factory.

Состоял в различных научных обществах, в 1912 году занимал пост президента в Американском обществе натуралистов, в 1936 году — в Американской ассоциации содействия развитию науки. Член Национальной академии наук США (1908) и Американской академии искусств и наук (1914). Состоял также в Американском философском обществе, в 1942—1945 и 1948—1952 годах был его президентом, в 1952 году опубликовал его краткую историю (англ. Brief history of the American Philosophical Society).